# Hector Dyer
Hector "Hec" Monroe Dyer (Los Angeles, 2 de junho de 1910 – Fullerton, 19 de maio de 1990) foi um velocista e campeão olímpico norte-americano.
Em Los Angeles 1932 integrou junto com Frank Wykoff, Bob Kiesel e Emmett Toppino o revezamento 4x100 m norte-americano que conquistou a medalha de ouro e estabeleceu novo recorde olímpico e mundial em 40s0.